# Кувеждински Прњавор
Кувеждински Прњавор, међу локалним становништвом познат као Прњавор, је део села Дивош у Срему. Име је добио као прњавор – насеље најамних радника манастира Кувеждин, испод којег се налази. Заправо Прњавор је »физичка веза« села са манастирским комплексом.
Овај део села налази се између остатка села и манастира у »долу«. Насеље се због посебне топографије пружа правцем север–југ у виду једне улице. У оквиру овог дела села не постоје назнаке центра, већ је становништво ослоњено на центар села, удаљен око 1 километар.
Кувеждински Прњавор је до Другог светског рата био засебно насеље, али је после рата припојен тадашњем Дивошу, од кога дели са падина изнад дола (стотинак метара). У овом рату Прњавор је тешко страдао и изгубио много становника, што је допринело да се последњих деценија у њега насели велики број Срба досељеника из Босне.